# Vidyavihar
Vidyavihar là một thành phố và khu đô thị của quận Jhunjhunun thuộc bang Rajasthan, Ấn Độ.

## Nhân khẩu
Theo điều tra dân số năm 2001 của Ấn Độ, Vidyavihar có dân số 14.366 người. Phái nam chiếm 60% tổng số dân và phái nữ chiếm 40%. Vidyavihar có tỷ lệ 83% biết đọc biết viết, cao hơn tỷ lệ trung bình toàn quốc là 59,5%: tỷ lệ cho phái nam là 89%, và tỷ lệ cho phái nữ là 74%. Tại Vidyavihar, 8% dân số nhỏ hơn 6 tuổi.